# دایگو ایمای
دایگو ایمای (انگلیسی: Daigo Imai؛ زادهٔ ۱۹ فوریهٔ ۱۹۸۴) بازیکن فوتبال اهل ژاپن است.